# (10530) 1991 EA
1991 إي أي (ويعرف أيضًا باسم (10530) 1991 إي أي وفق تسمية الكوكب الصغير) (بالإنجليزية: 1991 EA)‏ هو كويكب ضمن حزام الكويكبات؛ وترتيبه 10530 من حيث الاكتشاف.
اكتُشف هذا الجُرم الفلكي بواسطة هيروشي كانيدا في 7 مارس 1991.

## وصلات خارجية
- (10530) 1991 EA في قاعدة بيانات مختبر الدفع النفاث لأجرام النظام الشمسي الصغيرة

- الاكتشاف · مخطط المدار ·  العناصر المدارية · المعلمات المادية

- (10530) 1991 EA على موقع ويكي سكاي: DSS2, SDSS, GALEX, IRAS, Hydrogen α, X-Ray, Astrophoto, Sky Map, Articles and images